# Medovník
El medovník (en checo), medovík (медовик) en ruso, медівник o медяник en ucraniano es pastel de miel) se trata de una especialidad de repostería muy popular en la cocina rusa, donde resulta muy fácil de encontrar en cualquier pastelería.

## Características
Se trata de un pastel en capas alternas (por regla general suelen llevar ocho capas). Suele llevar una masa a base de azúcar, miel, harina, huevo. La crema suele hacerse de mantequilla, leche condensada y nueces molidas. La preparación de este pastel es larga y laboriosa, pudiendo llegar a emplear cerca de más de tres horas en su elaboración. Es por esta razón por la que se comercializan otras versiones industriales con elaboraciones similares, pero con inferior calidad.

## Historia
Según la tradición rusa, el pastel fue creado en el siglo XIX en el Imperio Ruso por un joven chef que buscaba impresionar a la emperatriz Elizaveta Alekséievna, esposa de Alejandro I. La emperatriz Isabel no soportaba la miel, y cualquier plato hecho con ella la repugnaba. Un día, sin embargo, un joven pastelero nuevo en la cocina imperial, sin saber que a la Emperatriz no le gustaba la miel horneó un nuevo pastel con miel y smetana. Sorprendentemente, y sin darse cuenta de que el pastel contenía la miel, la emperatriz Isabel se enamoró inmediatamente de él. El medovík ganó su intensa popularidad durante la era soviética.  

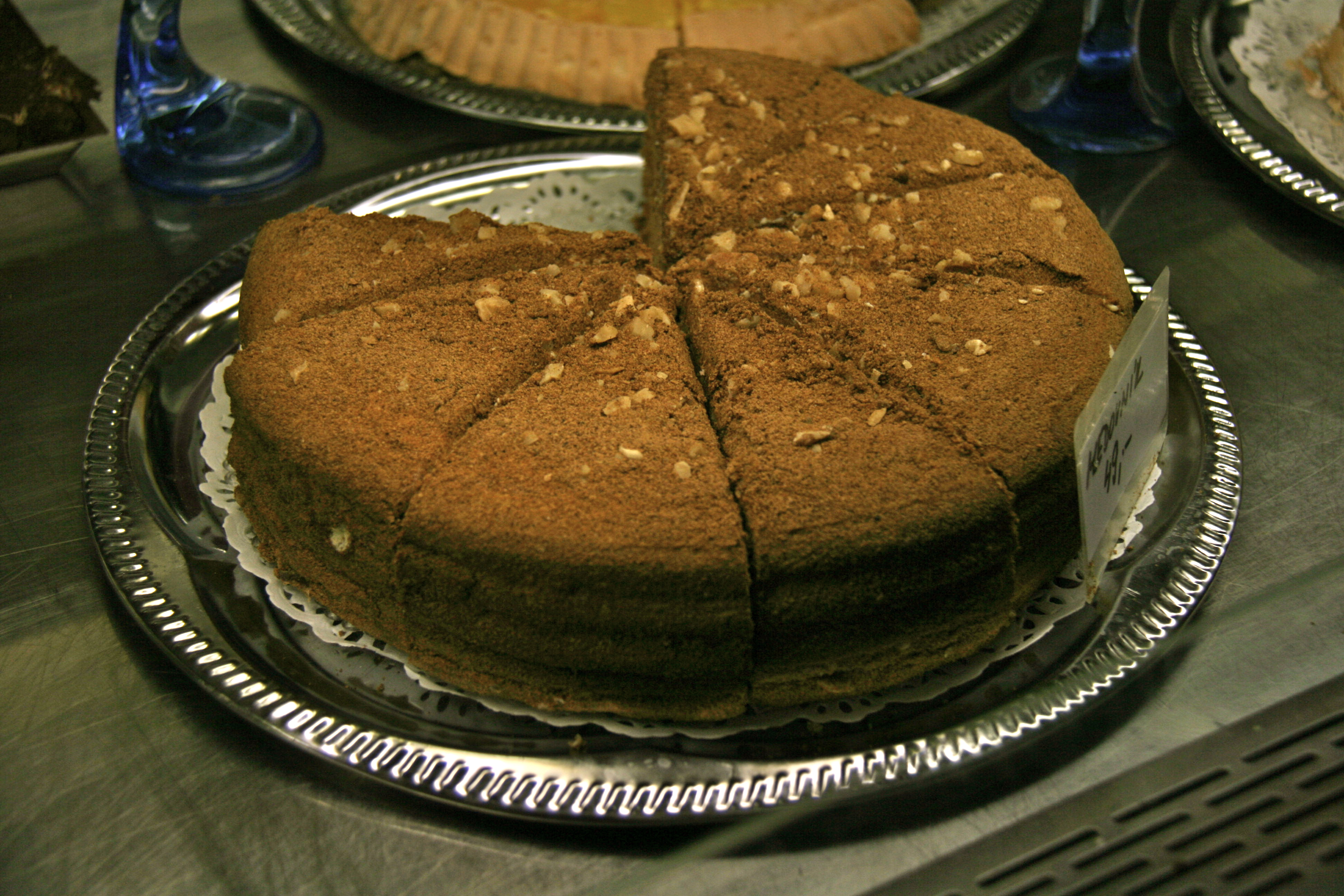
Medovník en piezas con su típico aspecto 'tostado'.